# Yoel Barnea
Yoel Barnea (Buenos Aires, Argentina, 15 de junio de 1950) es un diplomático israelí. Asumió su servicio en la Embajada de Israel en Uruguay en agosto de 2005 y finalizó su mandato en 2009.

## Biografía

### Educación
Nacido en Argentina, realizó su aliyá en 1963. Entre los años 1971 a 1974 estudió Economía y entre 1974 a 1978 estudió Relaciones Internacionales en la Universidad de Ginebra, Suiza recibiendo su máster en ambas carreras.
Además del hebreo, domina el inglés, francés, español, portugués, alemán y húngaro.[cita requerida]

### Trayectoria en el Ministerio de Relaciones Exteriores
Yoel Barnea tiene una vasta trayectoria diplomática que comenzó en el año 1981 cuando se integró en el servicio diplomático.
Entre los años 1983 y 1985 fue Segundo Secretario de la Embajada de Israel en Santiago de Chile, Chile. Posteriormente entre los años 1985-1988 asumió como Primer Secretario de la Embajada de Israel en Bonn, Alemania. 
A partir de 1988 y durante dos años fue Primer Secretario en el Departamento de América del Sur del Ministerio de Relaciones Exteriores. 
Entre los años 1989 - 1992 fue Consejero de la Embajada de Israel en Budapest, Hungría. Entre los años 1992 - 1994 fue Ministro Consejero de la División de Europa Oriental. Desde 1994 fue Cónsul General en Río de Janeiro, Brasil hasta 1998. 
Entre los años 1998 - 2000 fue el Embajador de Israel en Costa de Marfil y embajador no residente en Togo, Burkina Faso, Nigeria, Ghana y Liberia. 
A partir de septiembre del 2000 asumió como Director del Departamento para África Occidental y Central de la cancillería israelí.
Entre 2005-2009 se desempeñó como Embajador de Israel en Uruguay.
A partir de 2009 y hasta 2013, asumió como Coordinador para América Latina de la Agencia nacional de Cooperación Internacional y Desenvolvimiento (MASHAV) del MRE en Jerusalén.
A partir de julio de 2013 asumió el cargo de Cónsul General en São Paulo, Brasil.
Se jubiló del MRE en febrero de 2017.